# 트윈 픽스: 더 미씽 피시즈
트윈 픽스: 더 미씽 피시즈(Twin Peaks: The Missing Pieces)는 프랑스에서 제작된 데이빗 린치 감독의 2014년 드라마, 공포, 미스터리 영화이다. 크리스 아이작 등이 주연으로 출연하였다.

## 출연

### 주연
- 크리스 아이작
- 키퍼 서덜랜드
- 산드라 카인더

### 조연
- 릭 앨로
- 게리 불락
- 카일 맥라클란
- 데이비드 보위
- 미겔 페레